# Влодзіслав (Голеньовський повіт)
Влодзіслав (пол. Włodzisław, нім. Baumgarten) — село в Польщі, у гміні Пшибернув Голеньовського повіту Західнопоморського воєводства.
Населення — 118 осіб (2011).
У 1975-1998 роках село належало до Щецинського воєводства.

## Демографія
Демографічна структура станом на 31 березня 2011 року:
|          | Загалом | Допрацездатний вік | Працездатний вік | Постпрацездатний вік |
| -------- | ------- | ------------------ | ---------------- | -------------------- |
| Чоловіки | 67      | 16                 | 44               | 7                    |
| Жінки    | 51      | 4                  | 34               | 13                   |
| Разом    | 118     | 20                 | 78               | 20                   |